# Francesco Pollini
Francesco Pollini, také Pulini, Pullini, Polliny, Franc, šlechtickým titulem Franz de Paula Pollini, (26. března 1762 Lublaň – 17. září 1846 Milán) byl zpěvák, klavírista, hudební skladatel a pedagog.

## Život
Rodina Pollini se přestěhovala do Kraňska 100 let před Francescovým narozením. Otec byl lékařem a lékárníkem v Lublani. Od císařovny Marie Terezie získal dědičný rakouský šlechtický titul, protože vyvinul odvar proti syfilidě známý jako „le acque Pollini“. Francesco návod na odvar zdědil a používal jej k léčení svých známých z řad aristokratů i hudebníků.
V Lublani získal Francesco základní hudební vzdělání jako zpěvák, cembalista a houslista. V roce 1783 odcestoval do Prahy a o rok později do Paříže, kde se setkal s Antoniem Salierim. Ten ho představil francouzskému velvyslanci u vídeňského dvora Marie-François-Louis Du Roullet, který psal operní libreta. Po smrti svého otce v roce 1786 z Lublaně odešel natrvalo. Zpíval ve skupině italských zpěváků a mimo jiné účinkoval v Palais Auersperg ve Vídni v roli Idamante v opeře Wolfganga Amadea Mozarta Idomeneo. S Mozartem se patrně velmi sblížil, neboť Mozart mu věnoval duet "Spiegerti non poss'io" pro soprán a tenor (KS 489) a "Szena con Rondo" pro tenor a housle (KS 490).
Po dvou letech cestování s operními společnostmi studoval Pollini od roku 1790 v Miláně skladbu u Niccolò Antonia Zingarelliho. Roku 1798 se oženil s Marianou Gasparini, známou harfenistkou. V témže roce debutoval jako operní skladatel operou La Casetta nei Bochi, která byla uvedena v Teatro Cannobiano. Na oslavu uzavření míru mezi Anglií a Francií (Amienský mír), byla ve Scale uvedena jeho kantáta Il Trionfo della Pace. U příležitosti korunovace Napoleona králem Itálie, byla dne 26. května 1805 v milánské katedrále uvedena dvě větší Polliniho díla: "Vivat, Vivat" a "Te ergo quaesumus".
Významným a nejznámějším dílem Polliniho se stala škola hry na klavír "Metodo di clavicembalo". Tato učebnice byla po několik desetiletí užívána jako základní klavírní škola v celé Itálii. Za toto dílo získal čestné členství milánské konzervatoře.

## Dílo
Kromě uvedené klavírní školy a pěti oper (z nichž pouze dvě byly provedeny na jevišti), komponoval zejména duchovní hudbu a hudbu pro klavír. Je autorem několika oratorií, kantát a mší. Napsal Stabat Mater, Requiem a Te Deum. Komponoval jednotlivé árie pro zpěv a klavír, či pro zpěv s doprovodem orchestru. Významné však jsou jeho klavírní sonáty, kterých napsal více než 60. Psal rovněž klavírní variace na témata z tehdy populárních oper.

### Opery
- La casetta nel bosco (1798 Milán)
- Il genio insubre (1799 Milán)
- Le convenienze teatrali (neprovedeno)
- Ines di Castro (neprovedeno)
- Il ripudio fortunato (neprovedeno)